# Giovanni Lombardo Radice
Pour les articles homonymes, voir Lombardo et Radice.
Giovanni Lombardo Radice, né le 23 septembre 1954 à Rome (Latium) et mort le 27 avril 2023 dans la même ville, est un acteur et scénariste italien.
À la demande des producteurs, il est parfois listé aux génériques de certains films des années 1980 sous le nom de John Morghen.

## Biographie
Fils du mathématicien et pédagogue Lucio (it) et frère du psychiatre et écrivain Marco (it), neveu de Laura Lombardo Radice et de son mari, l'homme politique Pietro Ingrao, Giovanni Lombardo Radice est l'un des visages centraux du cinéma d'horreur italien, ainsi qu'un acteur et un metteur en scène de théâtre. 
Sa carrière au cinéma commence avec La Maison au fond du parc de Ruggero Deodato. Dans les années 1980, Radice est apparu dans de nombreux films italiens cultes, notamment Pulsions cannibales (1980), Cannibal Ferox (1981), Frayeurs (1980), Bloody Bird (1987) et Sanctuaire (1989). Dans plusieurs interviews, il a déclaré qu'il aurait préféré ne jamais avoir joué le rôle de Mike Logan dans le film Cannibal Ferox, critiquant le film pour être à la fois fasciste et raciste, et répudiant les scènes de maltraitance animale,.
Bien que sa présence soit devenue moins courante dans le cinéma italien au cours des dernières décennies, il a enregistré des apparitions dans des films tels que La Malédiction (2006), Il nascondiglio (2007) et Viva la libertà (2013). 
En 2010, il fait partie du jury du Bloody week-end, un festival français du film fantastique situé à Audincourt (Franche-Comté).

## Filmographie

### Acteur de cinéma
- 1980 : La Maison au fond du parc (La casa sperduta nel parco) de Ruggero Deodato
- 1980 : Pulsions cannibales (Apocalypse domani) d'Antonio Margheriti
- 1981 : Frayeurs (Paura nella città dei morti viventi) de Lucio Fulci
- 1981 : Cannibal Ferox d'Umberto Lenzi
- 1984 : Autorisé à tuer (Impatto mortale) de Fabrizio De Angelis
- 1985 : Le Pigeon vingt ans après (I soliti ignoti vent'anni dopo) d'Amanzio Todini (it)
- 1986 : La sposa americana (it) de Giovanni Soldati (it)
- 1987 : Undici giorni, undici notti (it) de Joe D'Amato (1987)
- 1987 : Bloody Bird (Deliria) de Michele Soavi
- 1987 : Le Tueur de la pleine lune (Un delitto poco comune) de Ruggero Deodato
- 1988 : La parola segreta (it) de Stelio Fiorenza (it)
- 1989 : Sanctuaire (La chiesa) de Michele Soavi
- 1990 : La Secte (La setta) de Michele Soavi
- 1991 : Body Puzzle de Lamberto Bava
- 1992 : Ricky & Barabba (it) de Christian De Sica
- 2001 : Honolulu Baby de Maurizio Nichetti
- 2002 : L'Âme en jeu (Prendimi l'anima) de Roberto Faenza
- 2002 : Gangs of New York de Martin Scorsese
- 2006 : La Malédiction (The Omen) de John Moore
- 2007 : Il nascondiglio de Pupi Avati
- 2009 : La casa dei manichini di carne de Domiziano Cristopharo
- 2010 : A Day of Violence de Darren Ward
- 2011 : The Reverend (en) de Neil Jones
- 2012 : The Infliction de Matthan Harris
- 2013 : Viva la libertà de Roberto Andò
- 2015 : Violent Shit The Movie de Luigi Pastore
- 2015 : The Three Sisters de Dáire McNab
- 2016 : Moderation de Anja Kirschner
- 2016 : Una gita a Roma de Karin Proia (it)
- 2017 : Beyond Fury de Darren Ward
- 2018 : Rabbia furiosa - Er canaro (it) de Sergio Stivaletti
- 2019 : Everybloody's End (it) de Claudio Lattanzi
- 2021 : Baphomet de Matthan Harris

### Acteur de télévision
- Greggio pericoloso de Enzo Tarquini - téléfilm (1981)
- Flipper d'Andrea Barzini - téléfilm (1983)
- Majakowski de Gianni Toti - téléfilm (1984)
- Progetto Atlantide de Gianni Serra - téléfilm (1984)
- Caccia al ladro d'autore de Tonino Valerii - téléfilm (1985)
- Nata d'amore de Duccio Tessari - téléfilm (1985)
- L'isola del tesoro d'Antonio Margheriti - série télé (1987)
- Sei delitti per padre Brown de Vittorio De Sisti - feuilleton télé (1988)
- Il cuore e la spada de Fabrizio Costa - série télé (1998)
- Michele Strogoff - Il corriere dello zar de Fabrizio Costa - téléfilm (1999)
- Padre Pio - Tra cielo e terra de Giulio Base - téléfilm (2000)
- San Paolo de Roger Young - série télé (2000)
- Don Matteo d'Andrea Barzini - série télé (2002)
- La notte di Pasquino de Luigi Magni - téléfilm (2003)

### Scénariste
- 1982 : La Fille de la jungle (Incontro nell'ultimo paradiso) d'Umberto Lenzi
- 1983 : Il momento dell'avventura de Faliero Rosati
- 1991 : I ragazzi del muretto - série télé
- 1997 : Mamma per caso - série télé
- 2008 : Sei forte maestro - série télé